# Ельза Форнеро
Ельза Марія Форнеро (італ. Elsa Maria Fornero; нар. 7 травня 1948, Сан-Карло-Канавезе, провінція Турин, П'ємонт, Італія) — італійська економістка й політична діячка, міністерка праці і соціальної політики з повноваженнями щодо забезпечення рівних можливостей в уряді Маріо Монті (2011—2013).

## Життєпис
Ельза Форнеро народилася в Сан-Карло-Канавезе 7 травня 1948 року.

### Трудова діяльність
Працювала на посаді ординарної професора політичної економії в Туринському університеті. Вона спеціалізувалася на макроекономіці, економіці заощаджень, соціального забезпечення та пенсійних фондів. Працювала також науковою координаторкою Центру досліджень політики пенсійного та соціального забезпечення Коледжу Карла Альберта при Туринському університеті та почесною членкинею опікунської ради коледжу, доктором політики соціального захисту школи управління при Маастрихтському університеті. Ельза Форнеро також обіймає посади в керівництві інших наукових установ Європи, співпрацює з італійською щоденною діловою газетою Il Sole 24 Ore.
У 1993 році Форнеро була обрана до комунальної ради Турину за списком «Альянсу за Турин» (Alleanza per Torino) і залишалася місцевою депутаткою до 1998 року.
У 2003 році стала членкинею комісії експертів Світового банку (до 2004 року). Потім, у 2005—2006 роках обиралась членкинею Наукового комітету Загальної конфедерації італійської промисловості. Також Форнеро була призначена віцепрезидентом Compagnia di Sanpaolo (2008—2010) та віцепрезидентом наглядової ради банку Intesa Sanpaolo (2010—2011).

### Міністерка
З 16 листопада 2011 по 28 квітня 2013 роки Ельза Форнеро була міністеркою праці та соціальної політики італійського уряду з повноваженнями щодо забезпечення рівних можливостей в уряді Маріо Монті. На цей період припала економічна криза в Італії.
На міністерській посаді провела пенсійну реформу та реформу ринку праці, спрямовану, за її словами, на забезпечення роботою молоді та 50-річних.

#### Реформа праці
Обидві реформи були оформлені одним законом № 92 від 28 червня 2012 року, який набув чинності 18 липня 2012 року. До числа нововведень, які викликали найбільші роздратування громадськості, експерти відносять положення про зміну у Статуті трудящих питань полегшення процедури звільнення. Відповідно до одного з положень реформи, тільки у вересні 2014 року роботодавці і наймані працівники почали платити до фонду Національного інституту соціального страхування (італ. INPS) податок із заробітної плати в розмірі 0,5 % (лише третина суми — за рахунок працівника). Однак, оскільки це положення закону було задіяно із запізненням (до сплати цього податку планувалося розпочати на початку 2014 року), з платників стягувався також штраф за прострочення в розмірі 1 % . Після того, як Конституційний суд відхилив пропозицію Ліги Півночі про проведення референдуму з питання скасування реформи Форнеро, та визнала в інтерв'ю недосконалість закону № 92 і можливість його доопрацювання. Зокрема, до недоліків нормативного акту вона віднесла збереження прихованих привілеїв у системі пенсійного забезпечення, якими користуються не ті, хто більше потребує підтримки. Проте повна відмова від реформи, на думку Форнеро, могла б погіршити ситуацію.

#### Пенсійна реформа
Відповідно до реформи пенсійного забезпечення (DL 201/2011), наприклад, у період з 2014-го по 2015-тий роки було замінено вихід на «пенсію по старості» (італ. Pensione di anzianità) на «достроковий вихід» (італ. Pensione anticipata) за умови досягнення працівником трудового стажу 41 рік та 6 місяців для жінок і 42 роки та 6 місяців для чоловіків з подальшим збільшенням цього віку щороку. При цьому, якщо вік виходу на пенсію менше 62 років, розмір пенсії знижувався на 1 % за кожен рік нижче 62 років і на 2 % за кожен рік нижче 60 років. Але ця норма у 2015—2017 роках не застосовувалась. З 2013 року чоловіки і жінки, зайняті в бюджетній сфері, мають право вийти на пенсію у віці 66 років і 3 місяців незалежно від трудового стажу. Самозайняті жінки отримали право виходу на пенсію за віком у віці 63 років і 9 місяців, а жінки, які працюють за наймом у приватних компаніях — у віці 62 років і 9 місяців.
Вік виходу на пенсію планувалося поступово підвищувати у міру збільшення тривалості життя в Італії. Так, люди, яким у 2012 році було 26 років, могли вийти на пенсію за віком у 2056 році у віці 70 років і 6 місяців; 36-річні — в 2045 і 2046 роках у віці 69 років і 8 місяців; 46-річні — в 2034 або 2035 році у віці 68 років і 8 місяців; 56-річні — в 2023 році у віці 67 років і 5 місяців.
Втім, уже у вересні 2016 року прем'єр-міністр Італії Маттео Ренці заявив про пониження пенсійного віку. А у січні 2019 року у новому законі про пенсійну реформу (так званий закон про «квоту 100») було знижено вік виходу на пенсію на 5 років: з 67 років (який досяг на 2019 рік) до 62 років за умови 38-річного трудового стажу.

## Родина
Ельза Форнеро одружена з економістом Маріо Деал (Mario Deaglio). В 1974 році народила доньку Сільвію Деал. У 2012 році Сільвію критикували за викладання генетики в тому ж Туринському університеті, в якому працювали її батьки, та очолювання фонду, який фінансується банком Sanpaolo, віце-президентом якого була Ельза Форнеро. У листопаді того ж року на адресу університету надійшов лист із французьким штампом для Сільвії з погрозами, у зв'язку з чим поліція проводила розслідування.